# Ernest Blount
Ernest (Edward) John Blount (ur. 3 grudnia 1885, zm. 23 kwietnia 1966) – brytyjski zapaśnik walczący w stylu klasycznym. Olimpijczyk z Londynu 1908, gdzie zajął dziewiąte miejsce w wadze lekkiej.

## Letnie Igrzyska Olimpijskie 1908
| Konkurencja            | Rundy eliminacyjne | Rundy eliminacyjne     | Klas. końcowa |
| Konkurencja            | 1/16               | 1/8                    | Miejsce       |
| ---------------------- | ------------------ | ---------------------- | ------------- |
| 66,6 kg styl klasyczny | Wolny los Z        | Gunnar Persson (SWE) P | 9.            |